# Lamprempis gemmea
Lamprempis gemmea är en tvåvingeart som beskrevs av Mario Bezzi 1905. Lamprempis gemmea ingår i släktet Lamprempis och familjen dansflugor. Inga underarter finns listade i Catalogue of Life.